# 排调镇
排调镇，是中华人民共和国贵州省黔东南苗族侗族自治州丹寨县下辖的一个乡镇级行政单位。

## 行政区划
排调镇下辖以下地区：
排调社区、排调村、也改村、党溜村、远景村、乌起村、也要村、双尧村、岔河村、加配村、高峰村、党干村、排脚村、羊巫村、党吊村、雄虎村、长娃村、也基村、排河村、孔庆村、刘家寨村、排晒村、党郎村、宰宿村、排夫村、羊物村、党早村、甲石村、送偿村、排贵村、方胜村、送俄村、排结村、麻鸟村、也都村、羊先村、羊告村和排耸村。

## 中国传统村落
2013年8月，麻鸟村被评为第二批中国传统村落。